# Liste des conseillers généraux de la Somme de 1976 à 1979
 (août 2023).
Si vous disposez d'ouvrages ou d'articles de référence ou si vous connaissez des sites web de qualité traitant du thème abordé ici, merci de compléter l'article en donnant les références utiles à sa vérifiabilité et en les liant à la section « Notes et références ».
Cet article dresse la liste des 44 membres du Conseil général de la Somme élus lors de l'élection cantonale de 1976, ainsi que les changements intervenus en cours de mandature.

## Composition du conseil général de laSomme(44 sièges)

### Assemblée départementale en début mandature
| Parti                                              | Sigle | Sigle | Élus | Groupe                  |
| -------------------------------------------------- | ----- | ----- | ---- | ----------------------- |
| Majorité (28 sièges)                               |       |       |      |                         |
| Mouvement démocrate-socialiste de France           |       | MDSF  | 9    | Majorité départementale |
| Centre démocrate                                   |       | CD    | 7    | Majorité départementale |
| Union des démocrates pour la République            |       | UDR   | 4    | Majorité départementale |
| Divers droite                                      |       | DVD   | 3    | Majorité départementale |
| Parti radical                                      |       | Rad.  | 2    | Majorité départementale |
| Fédération nationale des républicains indépendants |       | RI    | 2    | Majorité départementale |
| Centre démocratie et progrès                       |       | CDP   | 1    | Majorité départementale |
| Opposition (16 sièges)                             |       |       |      |                         |
| Parti communiste français                          |       | PCF   | 10   | Communiste              |
| Parti socialiste                                   |       | PS    | 6    | Socialiste              |
| Président du Conseil Général                       |       |       |      |                         |
| Max Lejeune (MDSF)                                 |       |       |      |                         |

### Assemblée départementale en fin mandature
| Parti                              | Parti                            | Sigle | Sigle    | Élus | Élus | Groupe                  |
| ---------------------------------- | -------------------------------- | ----- | -------- | ---- | ---- | ----------------------- |
| Majorité (27 sièges)               |                                  |       |          |      |      |                         |
| Union pour la démocratie française | Mouvement démocrate-socialiste   |       | UDF-MDS  | 9    | 20   | Majorité départementale |
| Union pour la démocratie française | Centre des démocrates sociaux    |       | UDF-CDS  | 7    | 20   | Majorité départementale |
| Union pour la démocratie française | Parti radical                    |       | UDF-Rad. | 2    | 20   | Majorité départementale |
| Union pour la démocratie française | Parti républicain                |       | UDF-PR   | 2    | 20   | Majorité départementale |
| Divers droite                      | Divers droite                    |       | DVD      | 4    | 4    | Majorité départementale |
| Rassemblement pour la République   | Rassemblement pour la République |       | RPR      | 3    | 3    | Majorité départementale |
| Opposition (17 sièges)             |                                  |       |          |      |      |                         |
| Parti communiste français          | Parti communiste français        |       | PCF      | 10   | 10   | Communiste              |
| Parti socialiste                   | Parti socialiste                 |       | PS       | 7    | 7    | Socialiste              |
| Président du Conseil Général       |                                  |       |          |      |      |                         |
| Max Lejeune (UDF-MDS)              |                                  |       |          |      |      |                         |

## Liste des conseillers généraux de la Somme
| Canton                 | Conseillers          | Partis | Partis                      | Groupes                 |
| ---------------------- | -------------------- | ------ | --------------------------- | ----------------------- |
| Abbeville-Nord         | André Leduc          |        | UDF-MDS                     | Majorité départementale |
| Abbeville-Sud          | Max Lejeune          |        | UDF-MDS                     | Majorité départementale |
| Acheux-en-Amiénois     | Raymond de Wazières  |        | UDF-Rad.                    | Majorité départementale |
| Ailly-le-Haut-Clocher  | Alain Louis-Jacques  |        | UDF-MDS                     | Majorité départementale |
| Ailly-sur-Noye         | Pierre Classen       |        | UDF-MDS                     | Majorité départementale |
| Albert                 | Fernand Demilly      |        | UDF-MDS                     | Majorité départementale |
| Amiens-Ouest           | Maxime Gremetz       |        | PCF                         | Communiste              |
| Amiens-Nord-Ouest      | Eliane Cosserat      |        | PCF                         | Communiste              |
| Amiens-Nord-Est        | René Carouge         |        | PCF                         | Communiste              |
| Amiens-Est             | Liliane Brunet       |        | PCF                         | Communiste              |
| Amiens-Sud-Est         | Jean-Claude Broutin  |        | UDF-CDS (CDP jusqu'en 1976) | Majorité départementale |
| Amiens-Sud             | Hubert Henno         |        | UDF-PR                      | Majorité départementale |
| Amiens-Sud-Ouest       | Gérard Moularde      |        | UDR→RPR                     | Majorité départementale |
| Ault                   | Michel Couillet      |        | PCF                         | Communiste              |
| Bernaville             | Jacques Becq         |        | PS                          | Socialiste              |
| Boves                  | Pierre Desse         |        | DVD (CD jusqu'en 1976)      | Majorité départementale |
| Bray-sur-Somme         | Fernand Adriaenssens |        | UDF-MDS                     | Majorité départementale |
| Chaulnes               | Serge Bayard         |        | UDF-MDS                     | Majorité départementale |
| Comble                 | Albert Flinois       |        | UDF-CDS                     | Majorité départementale |
| Conty                  | Claude Jeunemaître   |        | UDF-CDS                     | Majorité départementale |
| Corbie                 | Claude Lemoine       |        | PCF                         | Communiste              |
| Crécy-en-Ponthieu      | André Delannoy       |        | UDR→RPR                     | Majorité départementale |
| Crécy-en-Ponthieu      | Charles Ponchel      |        | PS                          | Socialiste              |
| Domart-en-Ponthieu     | Gilbert Temmermann   |        | PS                          | Socialiste              |
| Doullens               | Jacques Mossion      |        | UDF-CDS (DVD jusqu'en 1978) | Majorité départementale |
| Gamaches               | Marcelle Delabie     |        | UDF-Rad.                    | Majorité départementale |
| Hallencourt            | Claude Jacob         |        | PCF                         | Communiste              |
| Ham                    | Jean Goubet          |        | PCF                         | Communiste              |
| Hornoy-le-Bourg        | Charles Dufour       |        | DVD                         | Majorité départementale |
| Molliens-Dreuil        | Gabrielle Scellier   |        | UDF-CDS                     | Majorité départementale |
| Montdidier             | Jean-Louis Massoubre |        | UDR→RPR                     | Majorité départementale |
| Moreuil                | Marius Gardès        |        | PS                          | Socialiste              |
| Moyenneville           | Roger Castel         |        | UDF-CDS                     | Majorité départementale |
| Nesle                  | Jacques Gronnier     |        | DVD                         | Majorité départementale |
| Nouvion                | Ernest Lécuyer       |        | UDF-MDS                     | Majorité départementale |
| Oisemont               | Charles Bignon       |        | UDR→RPR                     | Majorité départementale |
| Péronne                | Edouard Guibeau      |        | PCF                         | Communiste              |
| Picquigny              | René Régnier         |        | PCF                         | Communiste              |
| Poix-de-Picardie       | Pierre Daniel        |        | DVD (CD jusqu'en 1976)      | Majorité départementale |
| Roisel                 | Jacques Vasseur      |        | UDF-PR                      | Majorité départementale |
| Rosières-en-Santerre   | Jean Millet          |        | PS                          | Socialiste              |
| Roye                   | Jacques Fleury       |        | PS                          | Socialiste              |
| Rue                    | Gabriel Deray        |        | UDF-MDS                     | Majorité départementale |
| Saint-Valery-sur-Somme | Gilbert Gauthé       |        | PS                          | Socialiste              |
| Villers-Bocage         | Pierre Claisse       |        | UDF-CDS                     | Majorité départementale |

Noms en gras : élus lors des élections cantonales de 1976